# Station Antwerpen-Linkeroever
Station Antwerpen-Linkeroever  is zowel de naam van twee voormalige stations, als van een tijdelijke stopplaats in 2026, alle op spoorlijn 59 Antwerpen - Gent in Antwerpen-Linkeroever.
Het oudste werd in 1844 opgericht als het station Vlaams Hoofd gelegen aan spoorlijn 59, dit was van 1844 tot in 1897 een smalspoorlijn met een spoorbreedte van 1151 mm in plaats van normaalspoor. Na de annexatie door Antwerpen van het Vlaams Hoofd stond het station tussen 1923 en 1935 bekend als het station Antwerpen-West. Van 1844 tot 1933 was er ook een veerdienst van hieruit naar het op de Antwerpse rechteroever gelegen station Antwerpen-Waas. Kort na de opening van de Sint-Annatunnel in 1933 werd het station in 1935 vernieuwd en veranderde van naam in station Antwerpen-Linkeroever (van 1935 tot 1970). Op 1 februari 1970 werd het station aan de Beatrijslaan gesloten en werd een nieuwe spoorweghalte aan de Katwilgweg geopend. Het jongste was tijdens de aanleg in 1970 ook bekend als station Linkeroever-West. Enkel van het jongste, in 1984 gesloten station waren tot 2021 op de Linkeroever nog sporen terug te vinden aan de Katwilgweg (ter hoogte van het Mediahuis). Er lagen tot dat jaar aan beide kanten lage, niet-onderhouden perrons die via een betonnen voetgangersbrug over de spoorweg met elkaar verbonden waren (zie foto).

## Heropening 2026
Op 4 juni 2025 besloot de Belgische regering dat het station op de Antwerpse Linkeroever tijdelijk zal heropenen als oplossing voor het mobiliteitsprobleem naar aanleiding van de 6 maanden lange sluiting van de Brabotunnel, in mei 2026. Het station zal op een andere locatie, iets noordelijker, dichter bij P+R Linkeroever en de Blancefloerlaan heropenen. NMBS en Infrabel zullen de vergunningsaanvragen indienen bij de geëigende instanties, zodat de werken aan het tijdelijke station kunnen starten in januari 2026 en tijdig klaar zijn zodanig het station gebruiksklaar is in mei 2026. Hierdoor zullen de duizenden reizigers die normaliter tram 3, 5, 9 of 15 namen van en naar het stadscentrum de overkant van de Schelde ook per trein kunnen bereiken.
Op weekdagen zullen hier in beide richtingen twee treinen per uur stoppen, één S34-trein en één IC28-trein. Tijdens het weekend gaat het in beide richtingen om één S34-trein per uur. Tijdens de weekdagen van de zomervakantie 2026 gaat het over één IC-trein per uur. Peter Meukens van reizigersorganisatie TreinTramBus liet ook weten dat een aansluiting met buslijnen 82, 84, 85 en 821 uit het Waasland perfect mogelijk zou zijn, al zijn daar nog geen concrete plannen voor.
Eerder werd in het routeplan 2030 en het Strategisch Ruimteplan Antwerpen ook al aangehaald het station Antwerpen-Linkeroever definitief te heropenen. Deze tijdelijke oplossing zal dus inzichten bieden in de vraag of de Antwerpenaar echt zit te wachten op dit extra station.

## Aantal instappende reizigers
De grafiek en tabel geven het gemiddeld aantal instappende reizigers weer op een week-, zater- en zondag.
| Tabel: aantal instappende reizigers station Antwerpen-Linkeroever | Tabel: aantal instappende reizigers station Antwerpen-Linkeroever | Tabel: aantal instappende reizigers station Antwerpen-Linkeroever | Tabel: aantal instappende reizigers station Antwerpen-Linkeroever |
|                                                                   | Weekdag                                                           | Zaterdag                                                          | Zondag                                                            |
| ----------------------------------------------------------------- | ----------------------------------------------------------------- | ----------------------------------------------------------------- | ----------------------------------------------------------------- |
| 1977                                                              | 107                                                               | 17                                                                | 13                                                                |
| 1978                                                              | 83                                                                | 35                                                                | 20                                                                |
| 1979                                                              | 120                                                               | 7                                                                 | 13                                                                |
| 1980                                                              | 129                                                               | 8                                                                 | 35                                                                |
| 1981                                                              | 134                                                               | 5                                                                 | 7                                                                 |
| 1982                                                              | 99                                                                | 18                                                                | 3                                                                 |
| 1983                                                              | 116                                                               | 10                                                                | 13                                                                |

Antwerpen-Berchem · Antwerpen-Centraal · Antwerpen-Dam · Antwerpen-Dokken en -Stapelplaatsen · Antwerpen-Harwich · Antwerpen-Haven · Antwerpen-Kiel · Antwerpen-Linkeroever · Antwerpen-Luchtbal · Antwerpen-Noord · Antwerpen-Noorderdokken · Antwerpen-Oost · Antwerpen-Schijnpoort · Antwerpen-Waas · Antwerpen-Zuid · Borgerhout · Ekeren · Ekeren-Brug · Fort 6 · Fort 7 · Fort 8 · Hoboken-Kapelstraat · Hoboken-Polder · Leugenberg · Merksem · Molenveld · Sint-Mariaburg · Wilrijk
0,0: Antwerpen-Berchem ·
4,0: Antwerpen-Zuid ·
7,0: Antwerpen-Linkeroever ·
9,1: Zwijndrecht ·
10,1: Zwijndrecht-Fort ·
12,1: Melsele ·
14,0: Beveren ·
15,1: Haasdonk ·
18,5: Westakkers ·
19,5: Nieuwkerken-Waas ·
22,7: Sint-Niklaas ·
25,3: Sint-Niklaas-West ·
26,2: Valk ·
27,1: Belsele ·
28,7: Sinaai ·
32,0: Heiken ·
35,7: Lokeren ·
38,4: Staakte ·
41,5: Zeveneken ·
43,6: Beervelde ·
46,8: Lochristi ·
49,5: Destelbergen ·
51,2: Westveld ·
53,0: Oostakker ·
?: Gent-Waas ·
55,8: Gent-Dampoort